# Đăk Tơ Lung
Đăk Tơ Lung là một xã thuộc huyện Kon Rẫy, tỉnh Kon Tum, Việt Nam.
Xã Đăk Tơ Lung có diện tích 67 km², dân số năm 2019 là 2.516 người, mật độ dân số đạt 38 người/km².